# نيكولاس سميث
نيكولاس سميث (بالإنجليزية: Nicholas Smith)‏ (و. 1934 – 2015 م) هو ممثل، وموسيقي، من المملكة المتحدة، توفي عن عمر يناهز 81 عاماً.

## التعليم
تعلم في الأكاديمية الملكية للفنون المسرحية، في تخصص تمثيل.

## وصلات خارجية
- نيكولاس سميث على موقع IMDb (الإنجليزية)
- نيكولاس سميث على موقع ميوزك برينز (الإنجليزية)
- نيكولاس سميث على موقع قاعدة بيانات برودواي على الإنترنت (الإنجليزية)
- نيكولاس سميث على موقع ديسكوغز (الإنجليزية)
- نيكولاس سميث على موقع قاعدة بيانات الفيلم (الإنجليزية)